# Arlene (Garfield)
Arlene è un personaggio immaginario e una dei personaggi principali del fumetto Garfield.

## Il personaggio
Arlene apparve la prima volta nella striscia il 17 dicembre 1980 e il suo nome è stato menzionato per la prima volta il giorno dopo.
Arlene è una gatta dal pelo rosa, un collo lungo e grandi labbra rosse. Arlene è la fidanzata di Garfield, a cui riesce a tenere testa con battute a spese di Garfield su base regolare, ama fare osservazioni intelligenti di lui molto probabilmente a causa del suo ego, inizialmente nelle prime strisce Arlene aveva un grande divario tra i suoi denti anteriori che Garfield spesso ridicolizzava, a volte provocando una punizione fisica.
Arlene è una gatta intelligente, cinica, sarcastica, simpatica, affascinante, esuberante e ironica, ha il pelo rosa, labbra rosse, magra, elegante, dal collo stretto, piedi grandi e tre dita.

## Relazione con gli altri personaggi

### Odie
Arlene è una buona amica di Odie anche se generalmente non si parlano spesso. 

### Nermal
Sebbene si possano definire in buoni rapporti, Arlene è solitamente indifferente verso Nermal a causa del suo carattere narcisista e insopportabile.

## Altri media
Nel film con attori in carne ed ossa Garfield - Il film, Arlene è interpretata da una gatta grigia, nonostante nel fumetto sia rosa, ed è doppiata da Debra Missing, nella serie animata in CGI The Garfield Show, è, come nei fumetti, la fidanzata di Garfield e si diverte a stuzzicarlo e di solito gli fa da voce della ragione.